# Маркгрёнинген
Маркгрёнинген (нем. Markgröningen) — город в Германии, в земле Баден-Вюртемберг. 
Подчинён административному округу Штутгарт. Входит в состав района Людвигсбург.  Население составляет 14 390 человек (на 31 декабря 2010 года). Занимает площадь 28,16 км². Официальный код  —  08 1 18 050.

## Фотографии

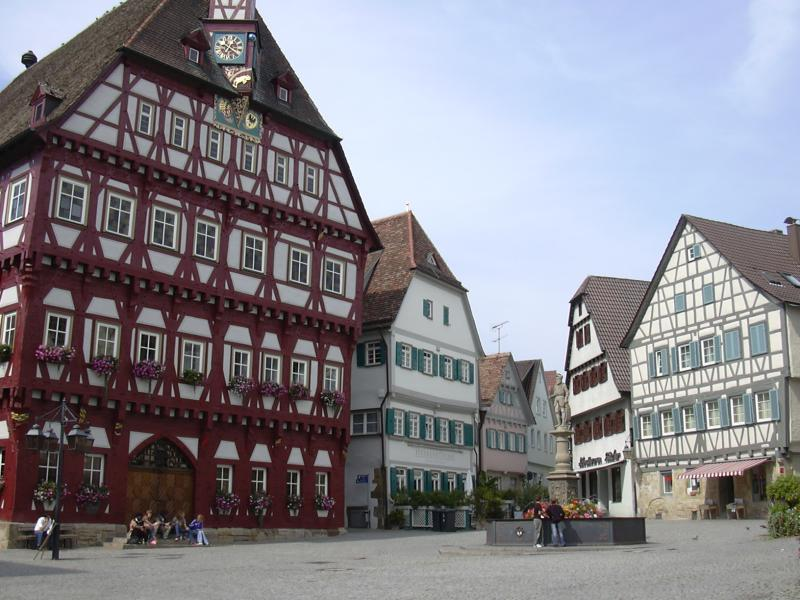
Ратуша
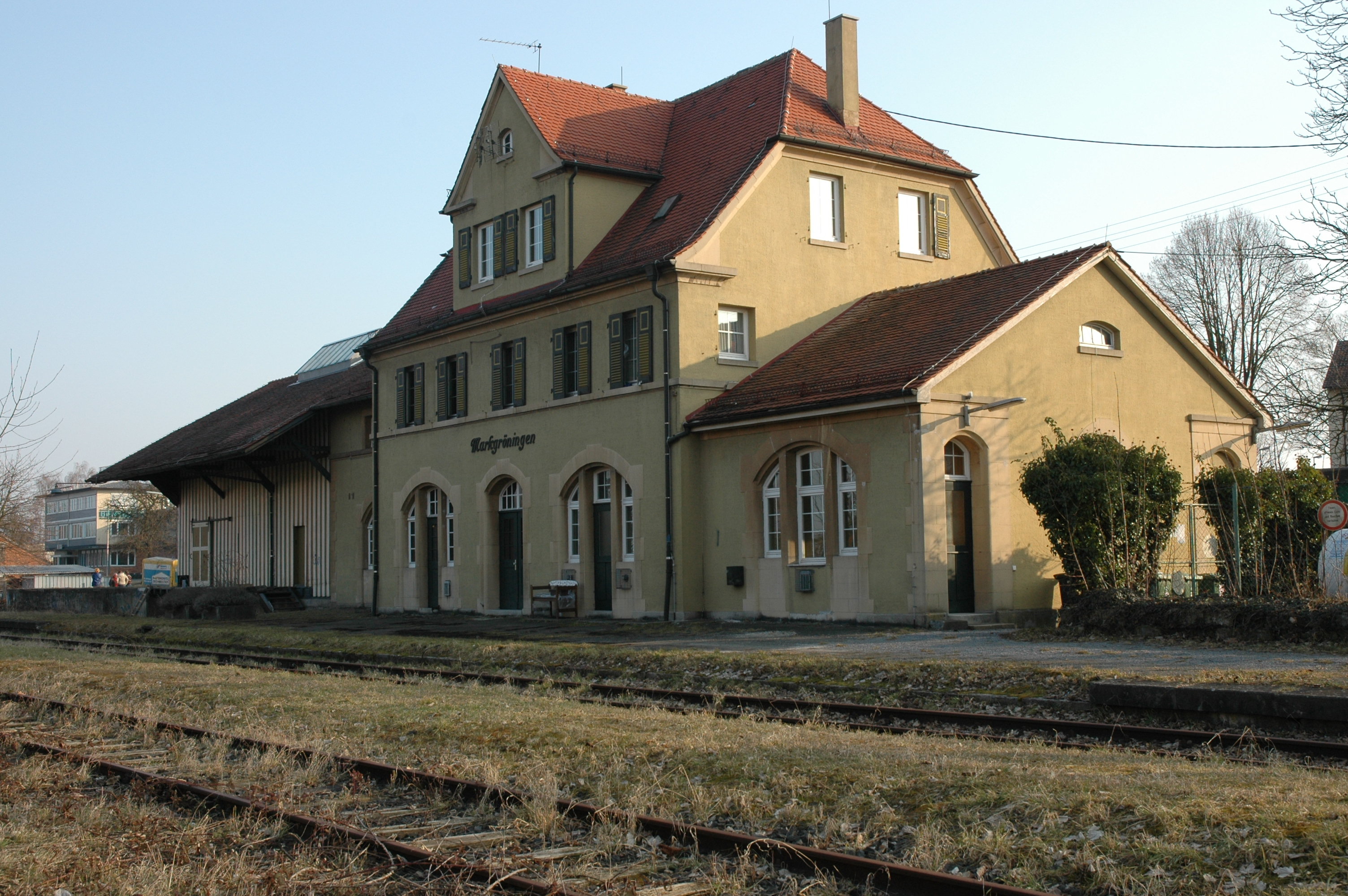
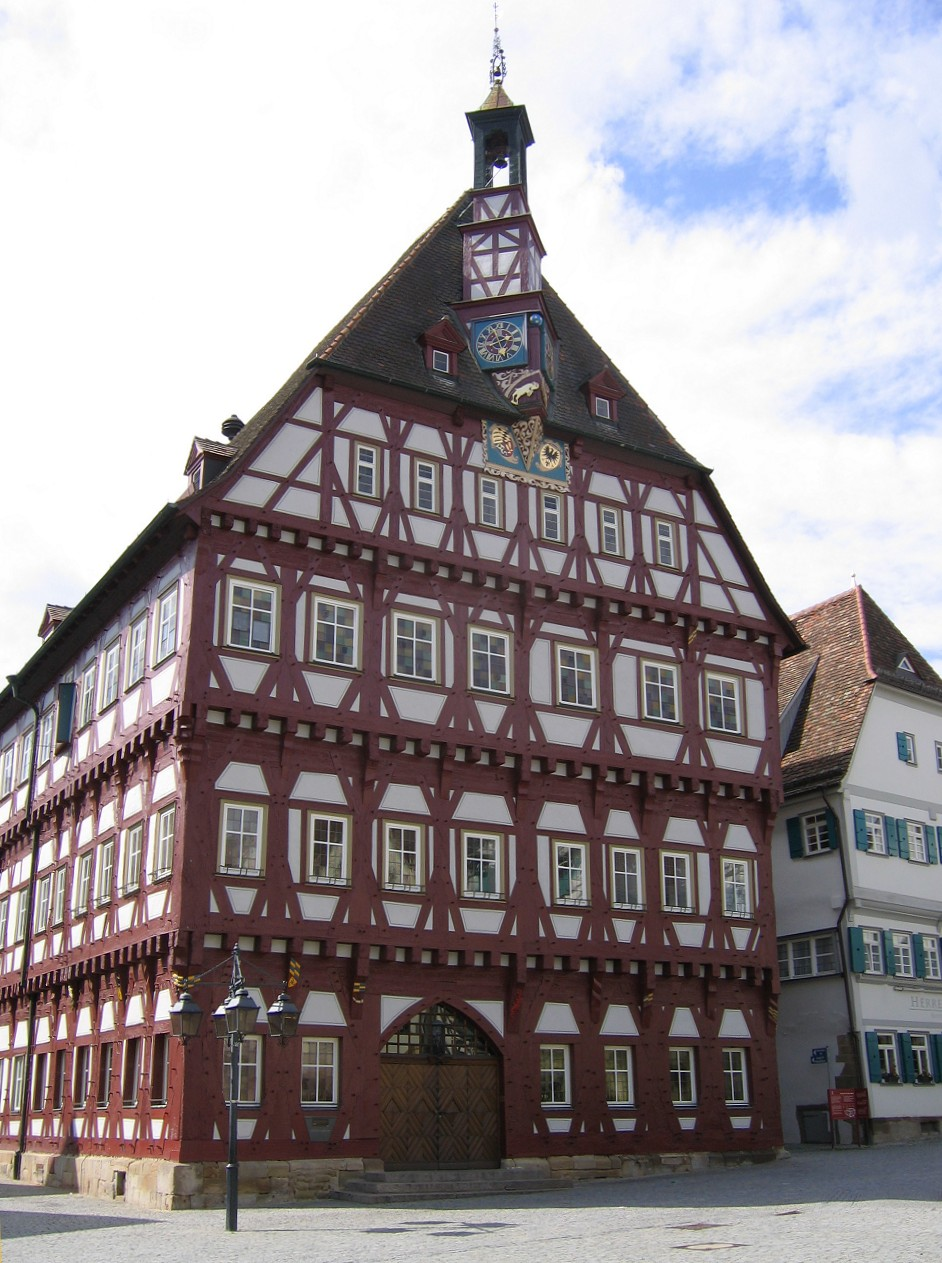
Ратуша
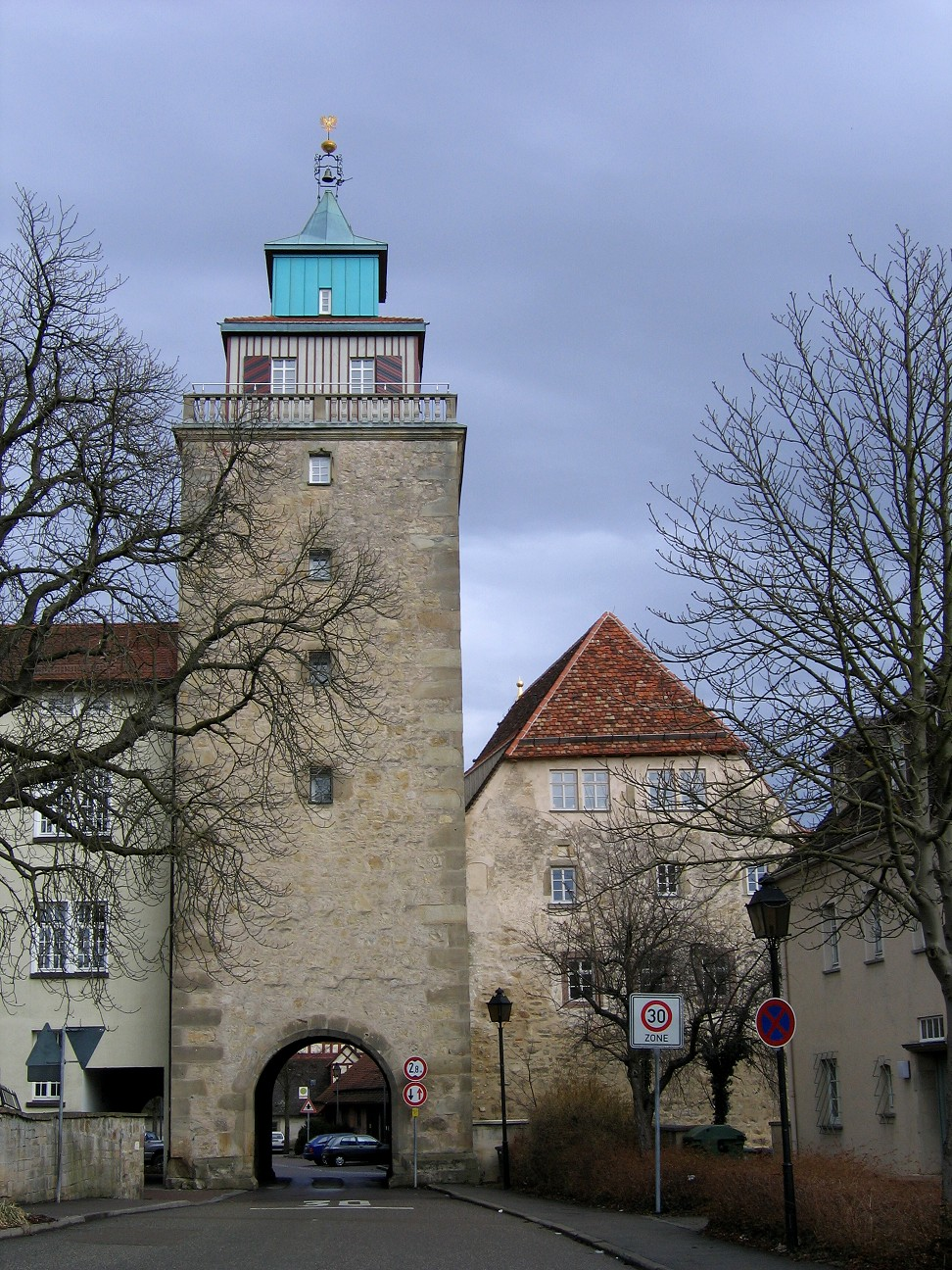
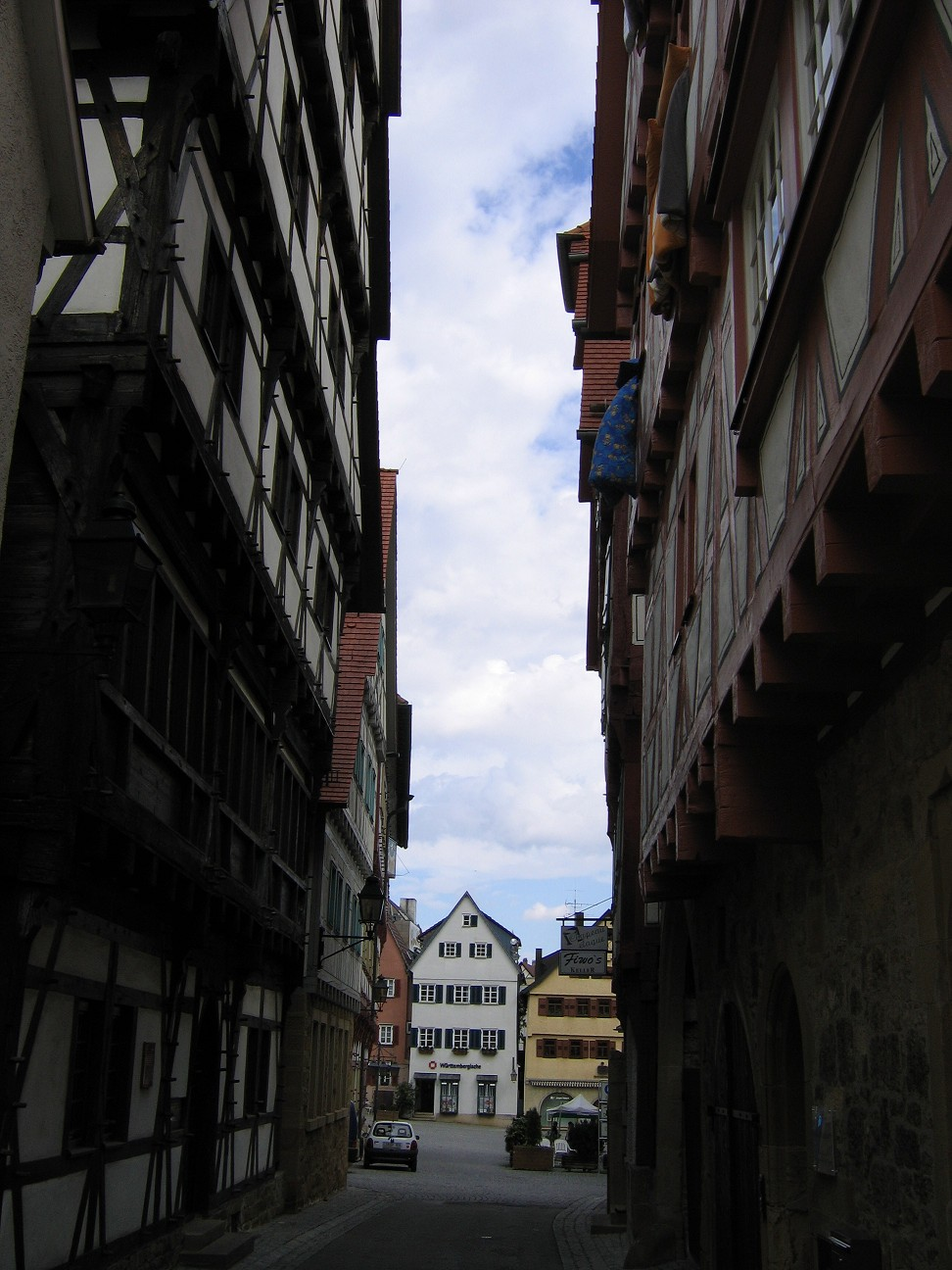
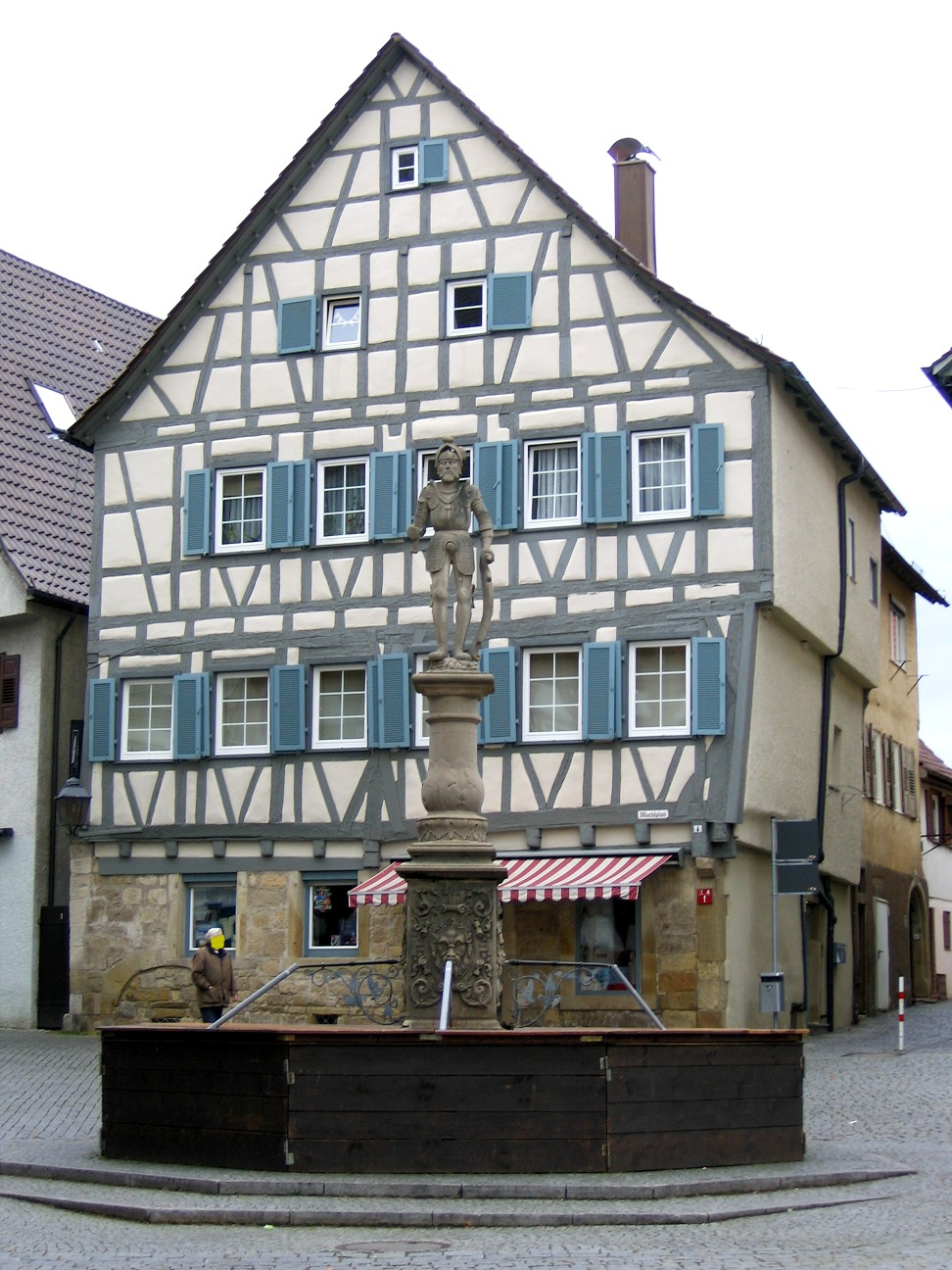
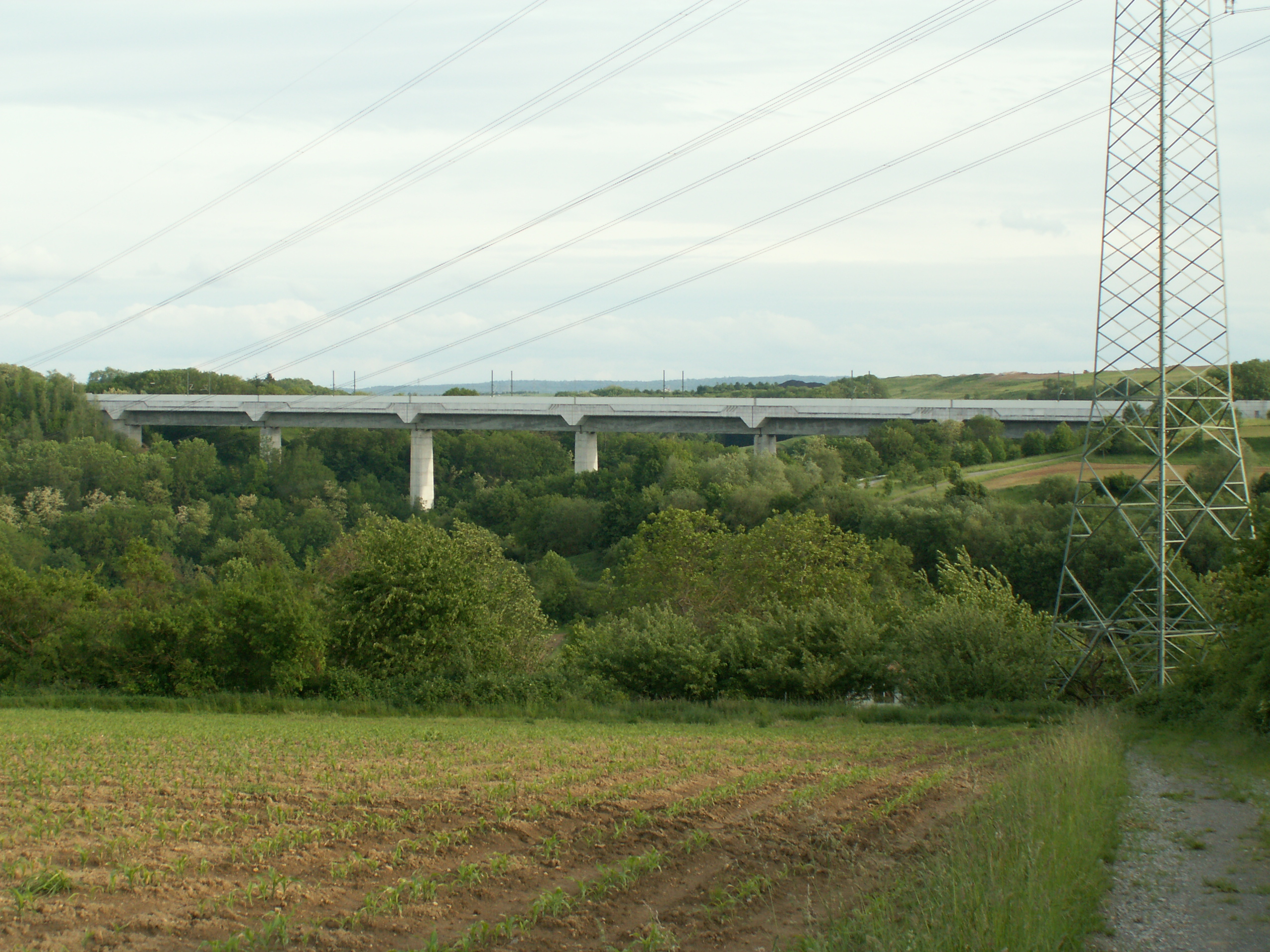